# 南蛮貿易

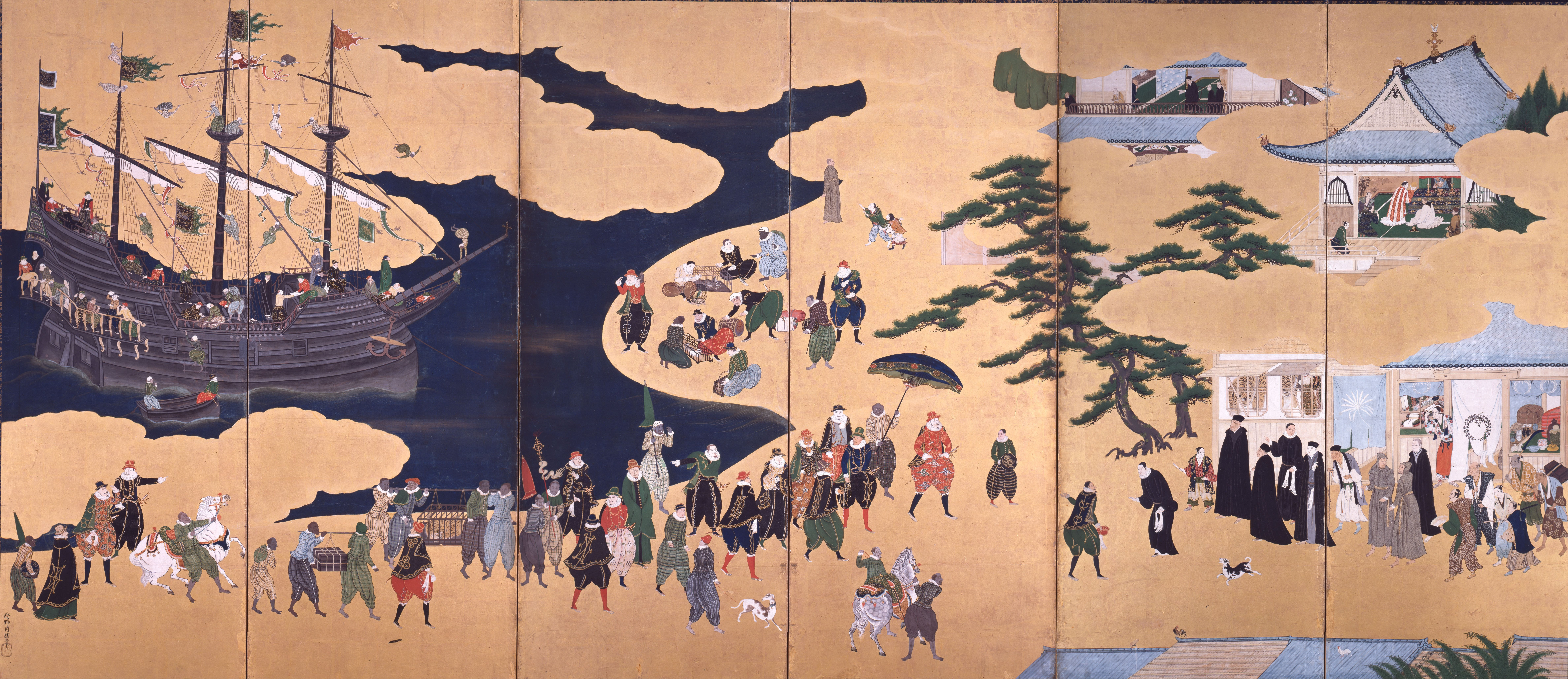
狩野内膳作『南蛮人渡来図』（右隻）神戸市立博物館所蔵

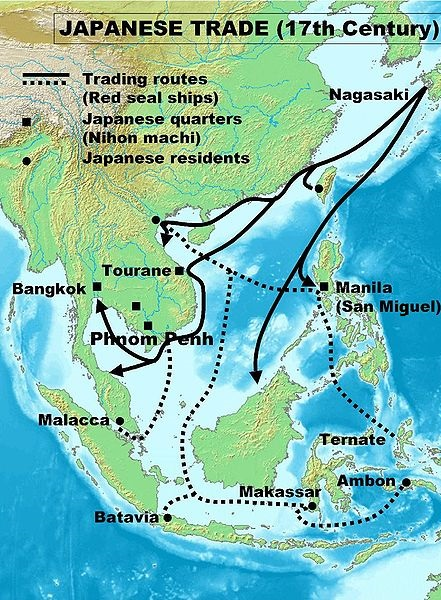
17世紀初頭の朱印船貿易のルート

南蛮貿易（なんばんぼうえき）は、日本の商人、南蛮人、明時代の中国人、およびヨーロッパとアジアの混血住民との間で行われていた貿易である。南蛮人とは、ポルトガル人とスペイン人を指す。例えばキリスト教を伝えたフランシスコ・ザビエルがいる。時期は16世紀半ばから17世紀初期、場所は東南アジアから東アジアの海域にかけて行われた。

## 概要

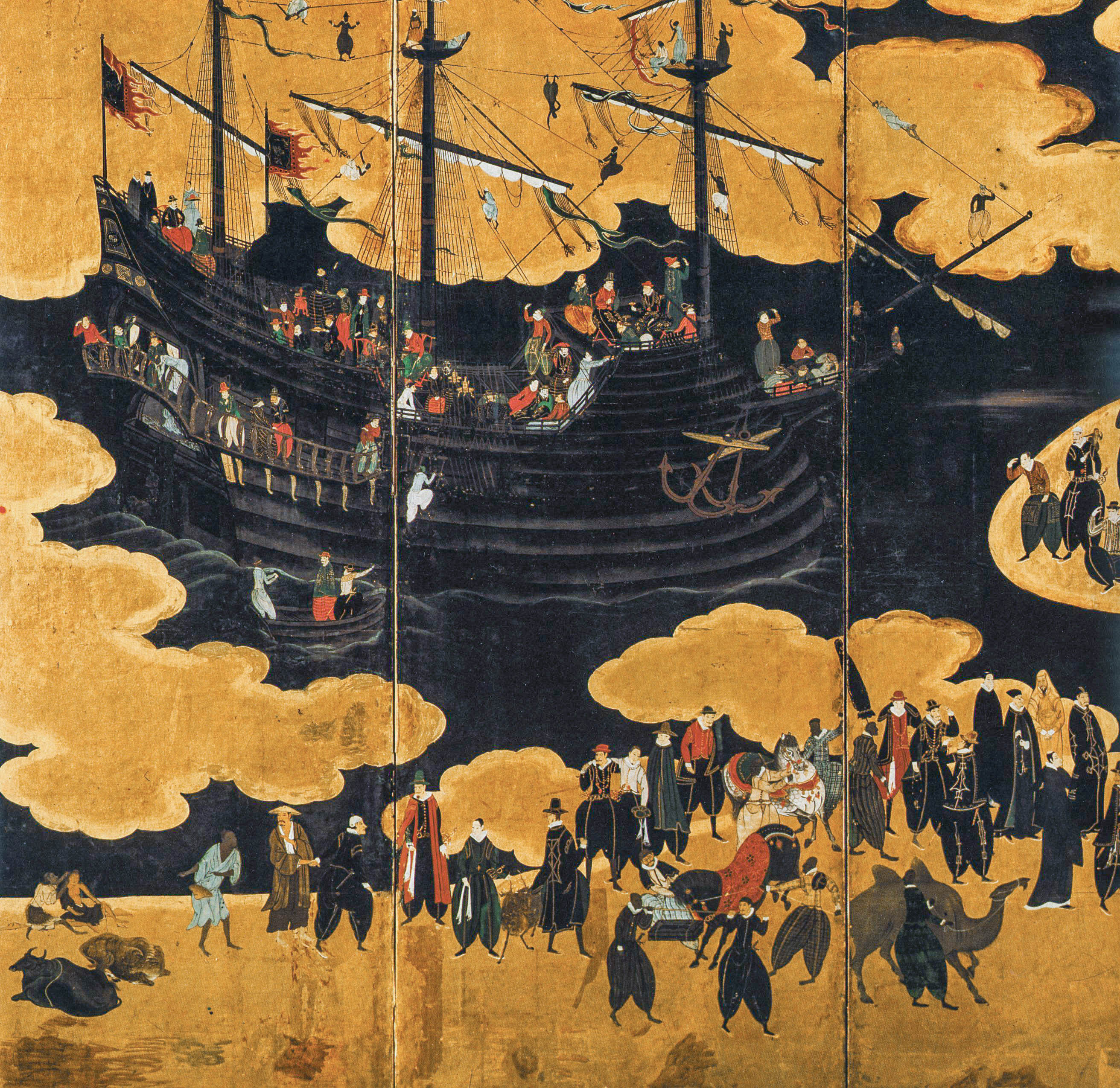
南蛮貿易（16-17世紀、狩野内膳画の南蛮屏風より）

ヴァスコ・ダ・ガマの艦隊がインドのカリカットに到着したのちに、ポルトガル船はインド洋を横断してアジア貿易に進出する。ポルトガルはアジアの産物をヨーロッパへ運んだ他に、東南アジアや東アジア圏内の中継貿易も行った。南蛮貿易は明のマカオを拠点としたポルトガル人を中心に営まれ、重要な品物には日本の銀と中国の生糸があった。
日本では16世紀前半に朝鮮半島から灰吹法が伝来すると銀の産出量が増加して、倭銀とも呼ばれて明やポルトガルに求められた。明の税制によって銀が必要とされていたが、海禁政策で日本との貿易は禁じられていた。そこでポルトガル商人は、日本の銀で明の生糸を購入して日中の中継貿易を行った。マカオの他に拠点となったのは長崎港、ポルトガルが占領したマレー半島のマラッカ、スペインが占領したスペイン領フィリピンのマニラだった。

## 歴史

### 南蛮貿易の開始前
アフリカを周回してインド洋への航海を実現したポルトガルは、16世紀前半にインド洋の港町を攻撃して拠点を建設した。アフリカ東岸からアジアにかけてのポルトガル貿易は、インドのゴアにあるポルトガル領インドの政府が管理した。インド副王のアフォンソ・デ・アルブケルケは東南アジア貿易の中心であるマラッカ王国を占拠すると、アラブ人のムスリム商人全員の殺害を命じた。マラッカにいたグジャラートのムスリム商人は、ポルトガルを避けて東南アジア各地に移住した。
ポルトガル商人は明との貿易を望んだが、最初に上陸したジョルジ・アルヴァレスは民間商人だったため朝貢は許可されず、トメ・ピレスが使者となって国交を求めた時はマラッカ占拠が悪評となって失敗した。その他に、インド洋と同じように軍事力によって貿易拠点を求めるポルトガル人がいたが明軍に敗北した。公式な貿易の道が断たれたポルトガル商人は、密貿易を始める。ポルトガル人には中国船に同乗する者もいたので、明や朝鮮王朝からは仏郎機（ふらんき）と呼ばれて倭寇と同一視された。このため、明軍の倭寇対策によってポルトガル人も攻撃された。
ポルトガル商人は寧波の沿岸で貿易を行い、ディオゴ・ペレイラによって商人の集団が率いられた。ペレイラの出身はアゾレス諸島ともインドのコチンの混血とも言われており、のちにイエズス会の宣教師フランシスコ・ザビエルの渡航にも協力した。マラバール産の胡椒はゴアからリスボンへと運ばれたが、マラッカに集められた胡椒は中国へ送られており、中国の胡椒消費量はヨーロッパでの消費量に近いほどだった。

### 南蛮貿易の開始とマカオ獲得

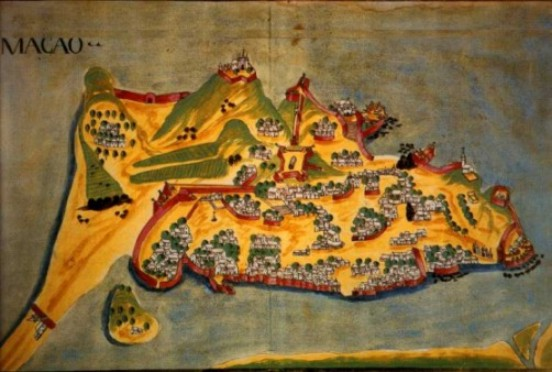
1639年のマカオの地図

交易のため日本に到着し積み荷を下ろすポルトガル人（16 - 17世紀ごろの作品）

1543年に海商で倭寇でもある王直の船が種子島に漂着し、ポルトガル人も乗船していたことが貿易のきっかけとなった。ポルトガル船はその前年に琉球王国に到着していたが、琉球人はポルトガルがマラッカを攻撃して占拠したことを知っていて、貿易を拒否した。
ポルトガル船船長の一人ジョルジ・アルヴァレス（既出の明に初上陸した人物とは別人）は、山川で人を殺めたことに悩むヤジロウを載せてマカオへ向かい、インドのゴアで宣教活動をしていたフランシスコ・ザビエルに引きあわせて懺悔させた。これがザビエル来日のきっかけとなったという。ヤジロウは日本人初のキリスト教徒と言われている。ザビエルは日本に布教をするために日本三津の一つである薩摩国の坊津に到着して、のちに平戸、山口、豊後国に行き布教を始める。南蛮貿易の港は平戸と豊後から始まり、九州の諸大名はポルトガルとの貿易を受け入れた。肥前国の松浦隆信は平戸で王直やポルトガル人を歓迎し、薩摩国の島津氏は日本の商人を後押しして、ポルトガル船は頻繁に訪れるようになった。ドゥアルテ・ダ・ガマ、ルイス・デ・アルメイダ、メンデス・ピントらの商人はイエズス会と協力して、ポルトガル人を組織した。ポルトガル王室艦隊も密貿易や海賊の鎮圧にあたり、司令官のリオネル・デ・ソーサは明からマカオの上陸を許可される。やがてポルトガル人はマカオに居住を始めて、地租を条件として広州の海道副使からマカオの居住権を獲得した。こうしてポルトガル領マカオを拠点として、日本・中国・ポルトガルの三国の商品が取引されるようになった。ピントの『東洋遍歴記』には、琉球王国や薩摩国についての記録もある。マカオにはポルトガル人や中国人の他に、インドや東南アジアからも住む者が現れ、人口が次第に増えていった。

### 定期航路の開設
マカオ・日本間の定期航路が開設されて、司令官であるカピタン・モールの商船が往来した。島原に最初に来航したカピタン・モールはフェルナンド・メネゼスだった。これ以降は、カピタン・モールの管理貿易による定期船と、私貿易の個人商船が並立した。薩摩国には1570年までに18隻のポルトガル船が来航しており、倭寇のジャンク船を含めればそれ以上の数となった。
定期航路によって平戸への来航が増えると、平戸の近隣の領主である大村純忠は日本初のキリシタン大名となって、永禄4年（1561年）に起きた宮ノ前事件の間隙を突き、横瀬浦を開港して貿易で繁栄する。のちに戦火での焼失が原因で横瀬浦から福田浦、そして長崎へと貿易港が移り、純忠は長崎を教会領としてイエズス会に寄進して、貿易を求める日本商人が長崎に集中するようになった。大村氏は長崎を直轄にしようとしたが、長崎は教会領の自治都市として発展し、周辺の領主と合戦を繰り返した。織田信長と豊臣秀吉は、基本的に南蛮貿易を推奨した。信長は安土楽市令において、道路通行の強制や宿場町での積み替えを強制しており、当時のヨーロッパの絶対主義国家による都市振興策と共通点をもつ。このため、信長の政策にはイエズス会士から得た情報が影響したという説もある。秀吉は貿易の利益を望みつつも、キリスト教に対してはバテレン追放令を発布して長崎を直轄領とした。江戸幕府の成立後は、長崎は幕府の直轄領となった。

### 布教と貿易

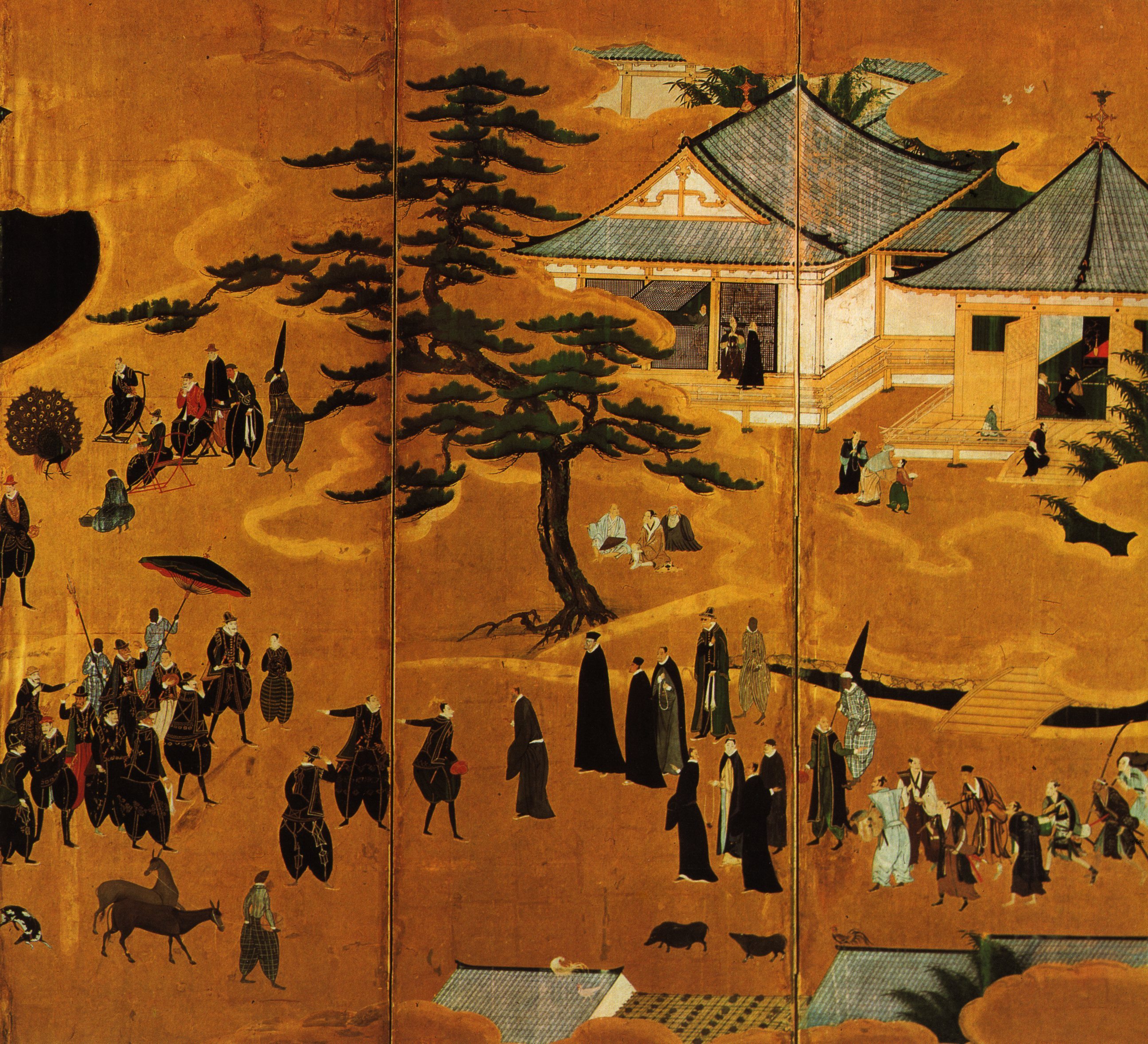
リスボン美術館蔵　作者不詳　南蛮屏風（部分）。南蛮寺が描かれている

商品貿易とともに日本に入ってきたのがキリスト教であり、ポルトガル商人とイエズス会宣教師は東アジアに進出を始めた当初から協力関係にあった。ザビエルは薩摩国に上陸してから、中国の泉州と日本の堺でのポルトガル商館の建設や、イエズス会が商館の関税を会の財源にすることをマラッカの長官に提案している。ザビエルは、日本で需要がある商品のリストも作った。
マカオ当局とイエズス会の間では、毎年50ピコの生糸をイエズス会の取り分とする契約が結ばれた。イエズス会はプロクラドールという貿易や財務担当の役職を任命して、南蛮貿易から財源を調達するようになり、禁教後もこの関係は続いた。イエズス会の提唱でマカオの行政執行部が発足して、ポルトガル領インド政府はマカオを集落からシダーデ（市）に昇格させて行政単位として認めた。こうしてイエズス会はマカオの地域社会の整備に重要な役割を果たした。長崎のプロクラドールは、岬に建設された教会内のカーザに貿易品を貯蔵して取り引きを行ったので、教会がポルトガル商館のように機能した。かつてのザビエルの提案はそのままでは実現しなかったが、プロクラドールの形で実現した。プロクラドールが貿易を行う点は「躓きの石」として批判も受け、禁止された時期もあった。イエズス会はマカオの商人とカピタン・モールの間をとりもつ役割を果たし、簡易裁判所のような機能も果たした。創設された聖パウロ学院には金庫が設置されて、日本との貿易や関税で得た貨幣を保管した。聖パウロ学院は日本布教のために日本人司祭の養成を目的としていた。

### 朱印船貿易との関係

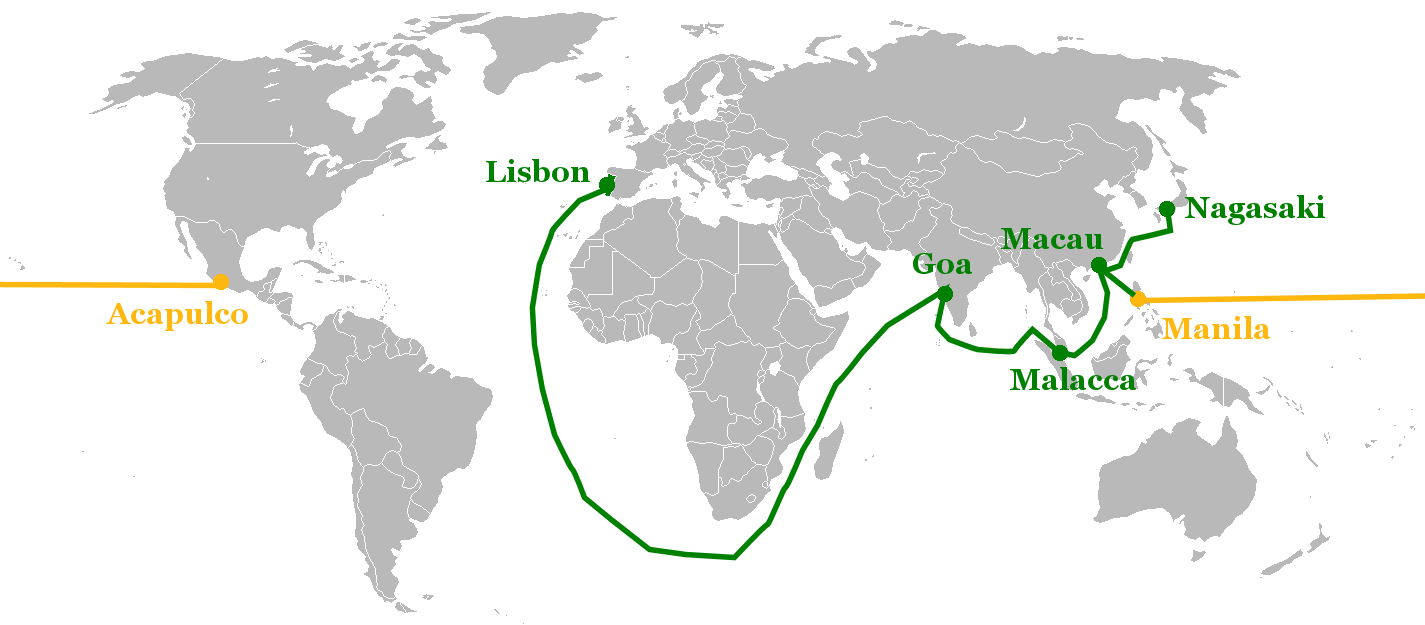
マカオをめぐるポルトガル（緑）とスペイン（黄）の貿易ルート

日本は明との公式な貿易が禁じられていたが、中国人が東南アジアに進出するにつれて、16世紀末から日本人と中国人が東南アジアで取り引きを増やすようになる。幕府は朱印状を発行して、海外渡航船の管理を行った。朱印状は日本を拠点とすれば国籍に関係なく発行された。ポルトガル人も朱印状を受け取っており、マカオ商人ヴィセンテ・ロドリゲスに朱印状が発行された記録がある。マカオ商人の朱印状には、イエズス会が協力していた。
スペインはポルトガルに遅れてアメリカ大陸を経由して太平洋航路を開拓した。スペイン領であるノビスパンのアカプルコとルソン島のマニラをつなぐマニラ・ガレオンを始める。スペインがマニラから日本を訪れると、徳川家康はスペインとの貿易に積極的になり、京都の商人田中勝介をノビスパンに派遣した。また、ポルトガル商人が生糸の独占的利益を得ていたため、これを削ぐことを目的として京都・堺・長崎の商人に糸割符仲間を結成させた。家康の頃はキリスト教は禁止されてはいたものの貿易は推奨されていた。しかし、その後の江戸幕府は、禁教政策の徹底や、国際紛争の悪影響を防ぐ観点から、海外との貿易の管理・統制を次第に強めていった。ヨーロッパ人との交易は平戸と長崎に限られるようになり、スペイン船の来航が禁止された。のちにはアユタヤで長崎町年寄の高木作右衛門の朱印船とスペイン艦隊の間で紛争が起きて、朱印船が焼き払われるアユタヤ事件が起きる。幕府では朱印状の権威がないがしろにされたとして、朱印船に代わって奉書船へと移行した。

### 禁教と南蛮貿易の終焉

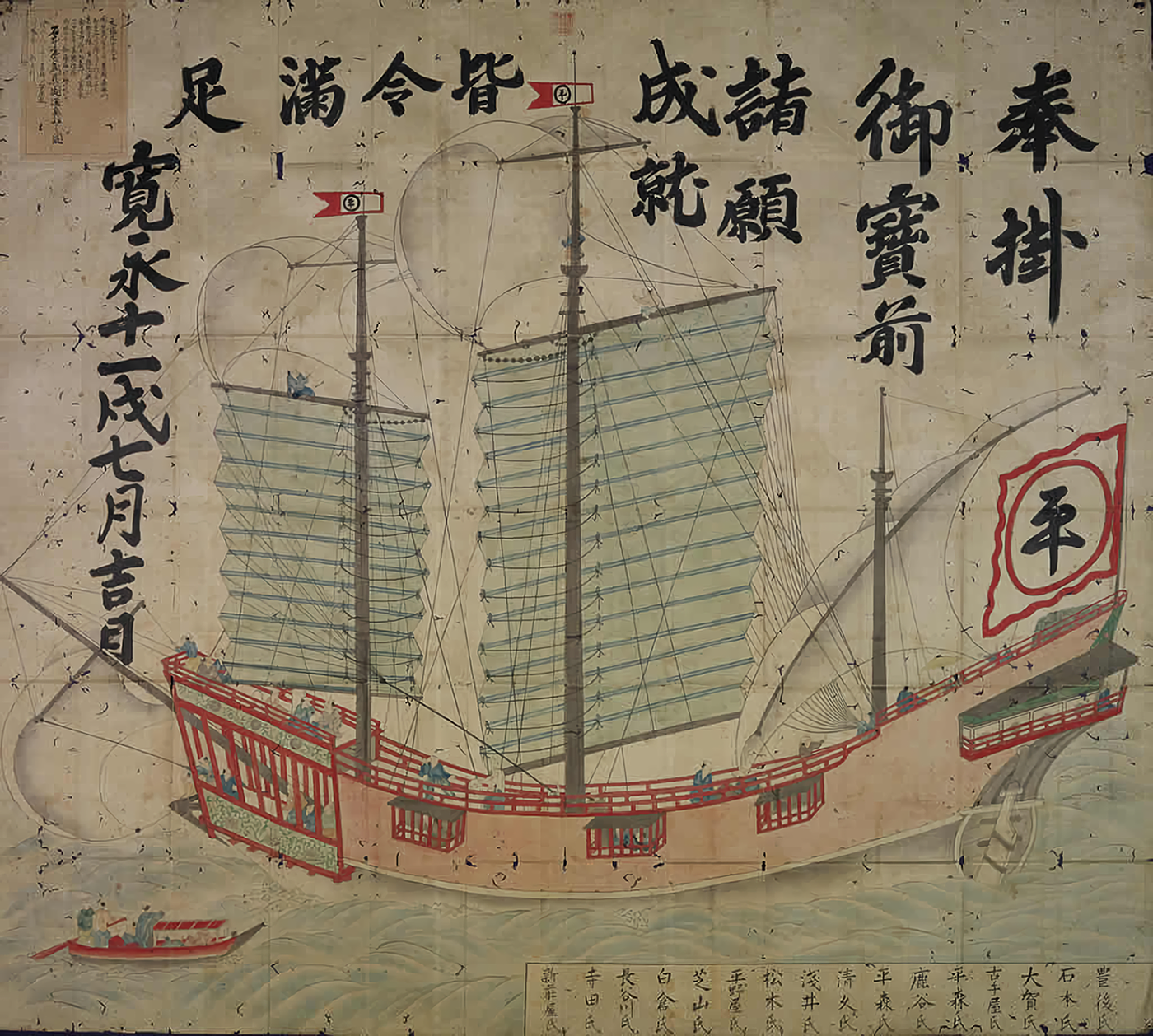
日本の朱印船（末次船、寛永年間）（1634年）

ポルトガルや、のちに参加したスペインによる布教によって日本のキリスト教徒が増加する。その数は約37万人から50万人という説もあり、当時の日本列島の人口の3%から4%に達して幕府の警戒を招いた。日本にとって、ポルトガル船がマカオからもたらす中国産の生糸は必要不可欠だったため、幕府はポルトガルの貿易と布教を分離させようと務めた。幕府はマカオの政庁に対して宣教師の日本への渡航禁止を要求し、老中連署下知状を長崎奉行に下す。下知状の内容は、(1)奉書船以外の海外渡航禁止、(2)海外在住の日本人帰国禁止、(3)キリシタン禁制の強化、(4)長崎の商売仕法の限定、(5)外国船の取り扱い、(6)長崎以外で取り扱う生糸価格は長崎に準じる等であった。
1634年には、パオロ・ドス・サントス事件が起きる。サントスは日本人司祭であり、キリシタンの国外追放によって長崎からマカオに移住していた。幕府はマカオ商船による司祭の書状の運搬を禁じていたが、長崎のマカオ商船でサントスの書状が発見される。これに関連して、長崎奉行だった竹中重義の密貿易も発覚した。この事件によって、マカオが禁教後にも密かに布教を支援していたことや、長崎の腐敗が明らかとなり、幕府はマカオとの断交を本格的に検討する。
長崎にはポルトガル人の管理のために出島が建設されて、長崎市内のポルトガル人が収容された。島原の乱が起きた後、禁教をより徹底させる観点から、幕府はポルトガルとの断交を検討した。幕閣は、ポルトガルに代わる取り引き相手として、オランダ商館長のフランソワ・カロンと対話をして、オランダの植民地である台湾経由でも、中国や東南アジアの物資を確保できることを確認する。幕府は長崎奉行と全国の大名に対して、ポルトガル船の来航を禁止する第5次鎖国令を発布して、ポルトガル人を追放した。マカオでは日本に対する負債を返済すれば貿易が再開できると考えて、負債を返済する銀を持った貿易再開の嘆願使節を派遣した。しかし、幕府の断交理由は負債ではなく禁教であるため、使節団は下級船員をのぞく61名が処刑されて送り返され、貿易は再開されなかった。マカオ市では貿易断絶の救済をポルトガル領インド政府に求めたが、マカオはポルトガル領インドの管轄外で自治を行なっていたという理由で救済はされなかった。その結果、南蛮貿易は終了した。

## 人員

### ポルトガル人
南蛮貿易の黎明期においては私貿易の海商が多数だった。倭寇に参加した者もおり、黒蕃鬼と呼ばれた黒人の傭兵や奴隷もいた。ポルトガル人には、ユダヤ人追放令でイベリア半島を出たセファルディムのユダヤ人も多数おり、改宗してイエズス会士となったユダヤ人もいた。ゴアで異端審問所が開設されるとインドからマカオやマニラへの移住が急増して、マカオの人口は約800人から5000人以上となった。イエズス会士は南蛮貿易全般に大きく関わっており、日本での発展にはザビエルの活動が大きく影響した。南蛮貿易の開始によって、ポルトガル領インドから派遣されるカピタン・モールがマカオの長官となった。マカオの定住者が増えると、現地の中国人や長崎の日本人、そして豊薩合戦や九州平定で奴隷となった日本人や、文禄・慶長の役によって奴隷となった朝鮮人との間に混血住民も増える。混血住民はポルトガル人として洗礼を受けた。マカオに定住したポルトガル人はカザードと呼ばれ、カザードの商人による自治が進んだ。

### 中国人
大きく3つに分かれていた。マンダリンと呼ばれる官吏、ポルトガル人の航海をサポートする水先案内人や水夫である海民、海賊船員である。マンダリンには、アイタオ（海道副使）、シャエン（察院）、トゥタン（都堂）、シュンビン（巡撫使）、ロウティア（下級役人）がいた。

### 日本人
南蛮船が来航する長崎に各地から商人が集まり、もっとも多かったのは博多からとなった。博多出身の商人では、代官も務めて朱印船貿易も行った末次平蔵がもっとも繁栄した一人である。長崎では海運で働く者の他に、船宿を経営する町人が多数いた。当初はポルトガル人や唐人には居留地はなく、内町と呼ばれる地区の船宿に宿泊して宿の主人の保護を受けた。宿の主人は仲介業者でもあり、差宿制によって来航した商人に代わって地元で商談をまとめる役割も果たした。こうした町人にはキリシタンが多く、江戸幕府の時代になるとポルトガル人への宿泊業や仲介業は制限された。

## 貿易品

イエズス会の求めに応じて製作され輸出された花鳥蒔絵螺鈿聖龕。16世紀 安土桃山時代。九州国立博物館蔵

ポルトガルは貿易品を大きく5種類に分類して運んだ。(1)中国から日本、(2)日本から中国、(3)中国からインド、(4)インドから中国、(5)東南アジア各地の商品となる。
(1) 中国から日本：生糸、絹織物、金、陶磁器、硝石、生薬、砂糖。生糸は白糸と撚糸があった。生薬には大黄、甘草、山帰来があった。
(2) 日本から中国：銀が主力商品だった。その他に、硫黄、日本刀、南蛮漆器、螺鈿細工、マグロなどの海産物などがあった。
(3) 中国からインド：生糸、絹織物、陶磁器、金、真鍮、麝香、生糸は白糸のみだった。インドで消費されるものと、インド経由でヨーロッパへ運ばれるものがあった。
(4) インドから中国：銀、葡萄酒、オリーブ油。インドからの銀は、スペインがアメリカからヨーロッパへ運んだ銀が、さらにインドに運ばれたものだった
(5) 東南アジア各地の産物：沈香、蘇木、錫、鉛、胡椒、竜脳、丁子、ウコン、鹿皮、鮫皮など香辛料が多かった。
この他に、カボチャ・スイカ・トウモロコシ・ジャガイモ・パン・カステラ・タバコ・地球儀・めがね・軍鶏などが日本にもたらされた。また、一般に輸出品としては扱われないが、長崎をはじめとして牛、豚、鶏、パンなどが来航者の食用に作られるようになり、船が出航する際にも塩漬けなどの形で積み込まれた。

### 火縄銃

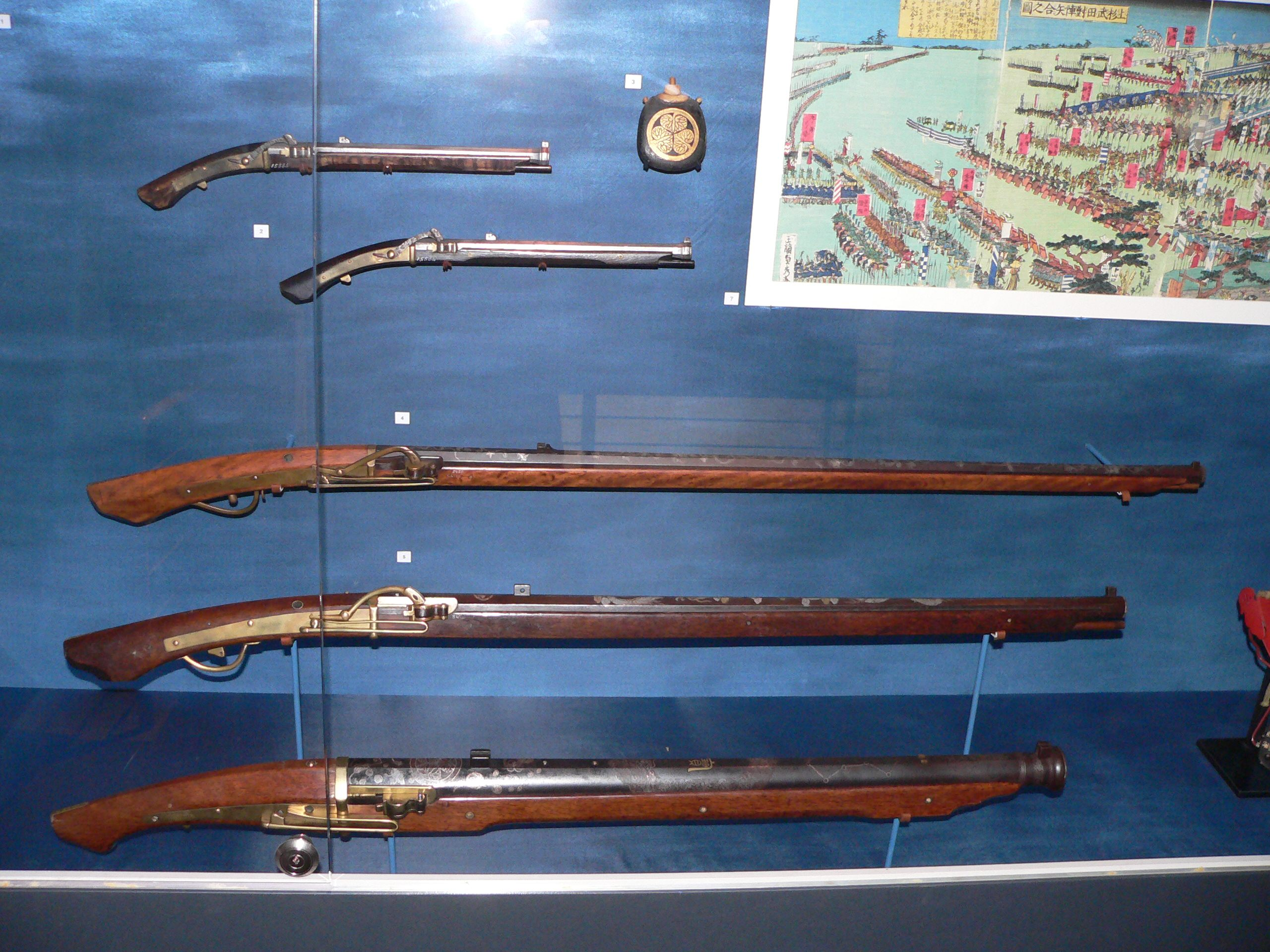
江戸時代の火縄銃(種子島)

火縄銃はポルトガルの銃を模倣したものである。ポルトガル人が中国船で薩摩国の種子島に漂着し、その際最初の3丁の銃が日本に輸入され、地名を取って火縄銃を「種子島」と呼ぶようになった。火縄銃については南浦文之『鉄砲記』に書かれているが、種子島に漂着したポルトガル人が誰を指すかについては諸説がある

## 資本、税

### 共同出資と海上貸付
ポルトガルの東インド貿易は、名目上は全てポルトガル王室の事業だったが、単独で人員と船を継続するのは人口と王室の財政規模から不可能だった。たとえば1505年にインド洋に送った22隻の船団には王室の年収の75%以上の費用がかかったため、イタリア系やドイツ系の商人グループが半額以上を投資している。また、船を送る権利は貴族や商人に有料で譲渡された。ポルトガルやスペインの貿易は、16世紀後半からジェノヴァ共和国のサン・ジョルジョ銀行から融資を受けていた。リスク管理のために複数の人間が共同出資するコンパーニアや、高利の海上貸付であるレスポンデンシアが行われていた。ポルトガルはカトリック教国であり、教会法ではウスラによって高利が禁じられていた。このためカトリック教徒の間では、海上貸付は海上保険の名目で扱われた。
マカオに着任したベルショール・カルネイロ司教は、慈善院（ミゼリコルディア）を設立した。当時ポルトガルの慈善院には、富裕者の資金を投資や貧者への喜捨に運用する銀行業務が含まれており、リオとゴアなど遠隔地間の信用為替取引も行われていた。マカオの慈善院では、南蛮貿易の航海資金も貸し出した。東インド管区の巡察使としてアレッサンドロ・ヴァリニャーノがマカオに着き、日本への布教資金の確保を課題とした。そこでカルネイロは、生糸の出資組合であるコンパーニアやアルマサンと契約を結ぶ。この契約により、毎年50ピコの生糸の割り当てをイエズス会が確保するようになり、会の財源となった。カルネイロの契約によって、大商人による生糸の独占はなくなり、少額資本でも南蛮貿易に参加できるようになった。コンパーニアやレスポンデンシアは、のちに長崎で投銀（なげかね）と呼ばれる投資形態の原型となった。

### 投銀
日本商人による投銀は「言伝銀」と「海上銀」という契約に分かれていた。言伝銀は商品を購入するために銀を委託する契約であり、海上銀は海難時に借主が有限責任を負う高利の契約を指す。日本商人は中国商品を買うために大量の言伝銀をポルトガル商人と契約し、ポルトガル商人は中国からの信用貸付が可能となった。しかし、これによってマカオでは対日本人債務が急増した。また、大名や幕臣が海上銀で利益を得ており、幕府は幕臣の海上銀を禁じたのちに、商人も含めて全ての言伝銀と海上銀を禁じた。

### カピタン・モールの収入、ポルトガルの関税
カピタン・モールは商人から委託された商品から一定の輸送料を徴収した。マカオで対日本負債が増えるとカピタン・モール制は廃止され、マカオ市は賃金でカピタン・モールを雇用した。マラッカ、セイロン、ゴアでは王国の収益として関税を納めた。

### 中国の税
マカオのポルトガル人は明に対して、地租、船の停泊税、出港時の関税などを納めた。停泊税の金額は船の容量によって決まった。また、マカオがオランダの攻撃を受けたのちは、要塞整備のための貢納をポルトガル人に求めた。こうした点で、スペイン領フィリピンの植民地であるマニラとは異なっていた。

### 日本の碇泊料
日本、中国、ポルトガルの船は、長崎では大村氏に碇泊料を払った。碇泊料は大村氏の保護も兼ねていた.

## 貨幣、交通

### 貨幣単位
南蛮貿易に関係する貨幣単位としては、日本や中国では金・銀の重量単位としてタエル（両）、ポルトガルはレイス、スペインはペソが用いられた。

### 交通
南蛮貿易のポルトガル船は東アジアと東南アジアの航海に用いられており、ヨーロッパから直接に東アジアに来た船はなかった。カピタン・モールの定期船は、当初ガレオン船が用いられていたが、ガレオン船が沈没したマドレ・デ・デウス号事件の後は、より小型で地中海型のガレオタ船を複数用いる方針に変更された。これに対して私貿易の個人商船は、中国のジャンク船や、キャラック船とも呼ばれるナウ船などが用いられた。ナウ船は多くがゴアやバサインで建造された。マレー半島から日本への航海は4ヶ月ほどかかり、マラッカ - 中国 - 日本の往復航海には1年かかった。

## 日本から見たポルトガル人

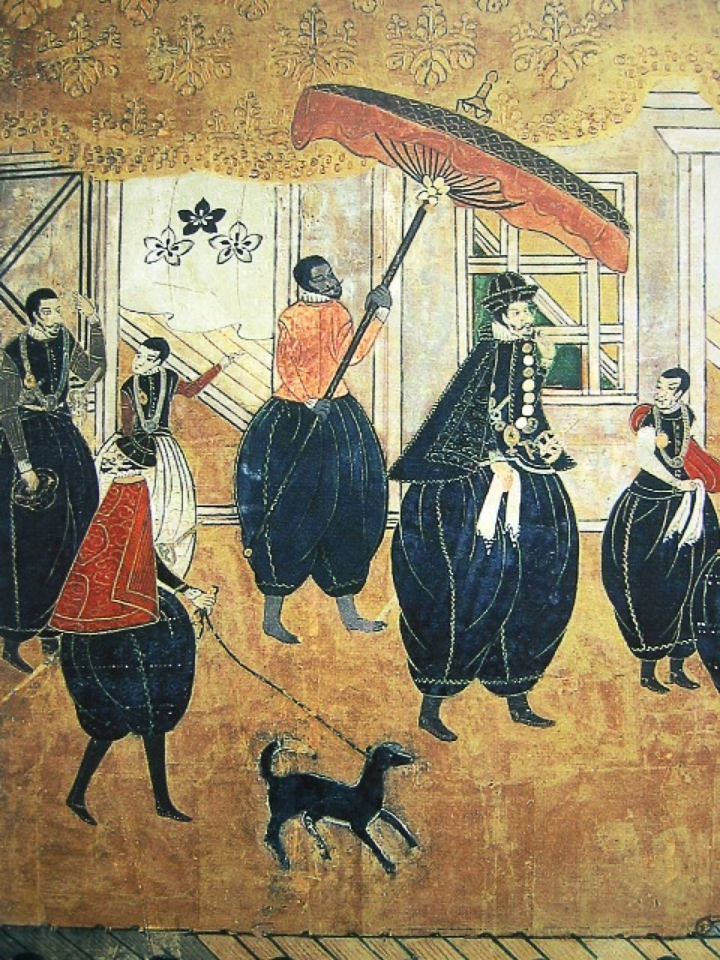
「南蛮屏風」に描かれた、日本に到来した南蛮人たち。白人の他、黒人も描かれている。

17世紀の文献では、マカオからの船は「天川（あまかわ）船」や「南蛮船」と呼ばれ、「葡萄牙船」と呼ばれる船は登場しない。マカオ商人は「天川人」と呼ばれていた。これに対して同時期のオランダ東インド会社の船は「阿蘭陀船」と呼ばれていた。マカオからの船の乗員は多民族の構成だったため、国家として認識しにくかった。
南蛮貿易において、日本人が見たポルトガル人（南蛮人）の豪華な服装はほとんどがアラブ服であり、肩を張らせた上衣（じゅばん）はアラビア語のジュッバであり、大きくふくらんだズボンで丈が足首まであるシルワール（ハレム・パンツ）もアラブ服である。南蛮文化において宗教以外の部分はアラブ文化の要素が非常に強い。

## 年表
- 1511年（永正8年） - ポルトガルがマラッカを占拠。
- 1513年（永正10年） - 商人のジョルジュ・アルバレスがポルトガル人として中国に初来航。
- 1543年（天文12年） - 種子島に王直の船が漂着。ポルトガル人が乗船していた。
- 1549年（天文18年） - フランシスコ・ザビエルが坊津に到着。日本での布教を開始。
- 1557年（弘治3年） - ポルトガルはマカオの居住権を獲得。
- 1560年（永禄3年） - マカオ人口は約900人。ゴアで異端審問所が開設。インドからマカオやマニラへの移住が急増。
- 1568年（永禄11年） - ベルショール・カルネイロ司教がマカオに着任。
- 1569年（永禄12年） - マカオの人口が約5000人以上に増加。マカオにミゼリコルディア設立。
- 1570年（元亀元年） - 長崎港がポルトガルに開港。
- 1577年（天正5年） - アレッサンドロ・ヴァリニャーノが東インド管区の巡察使としてマカオに到着。
- 1579年（天正7年） - マカオ当局とイエズス会が契約。毎年50ピコの生糸をイエズス会が確保する。
- 1583年（天正11年） - イエズス会の提唱でマカオの行政執行部発足。ポルトガル領インド政府はマカオを行政単位として認める。
- 1587年（天正15年） - 豊臣秀吉によるバテレン追放令。
- 1594年（文禄3年） - マカオに聖パウロ学院創設。
- 1604年（慶長9年） - 幕府が海外渡航船に朱印状を発行。茶屋四郎次郎の主導で糸割符仲間を発足。
- 1609年（慶長14年） - マカオ商人に朱印状を発行。
- 1616年（元和2年） - 幕府が中国船以外の入港を長崎・平戸に限定する。
- 1622年（元和8年） - マカオがオランダ東インド会社の攻撃を受ける。
- 1624年（寛永元年） - 幕府がスペイン船の来航を禁止。
- 1625年（寛永2年） - 幕府がマカオの政庁に対して宣教師の日本への渡航禁止を要求。
- 1628年（寛永5年） - アユタヤ事件。
- 1633年（寛永10年） - 幕府が老中連署下知状を長崎奉行に下す。幕臣の海上銀を禁止。
- 1634年（寛永11年） - パオロ・ドス・サントス事件。カピタン・モール制度の廃止。
- 1635年（寛永12年） - マカオ市は賃金でカピタン・モールを雇用を始める。
- 1636年（寛永13年） - ポルトガル人は出島に収容された。
- 1637年（寛永14年） - 島原の乱勃発。
- 1638年（寛永15年） - 幕府が商人も含めて全ての言伝銀と海上銀を禁止。
- 1639年（寛永16年） - 幕閣がオランダ商館長のフランソワ・カロンと対話。第5次鎖国令。
- 1640年（寛永17年） - マカオが貿易再開の嘆願使節を派遣。